# Tlaquepaque

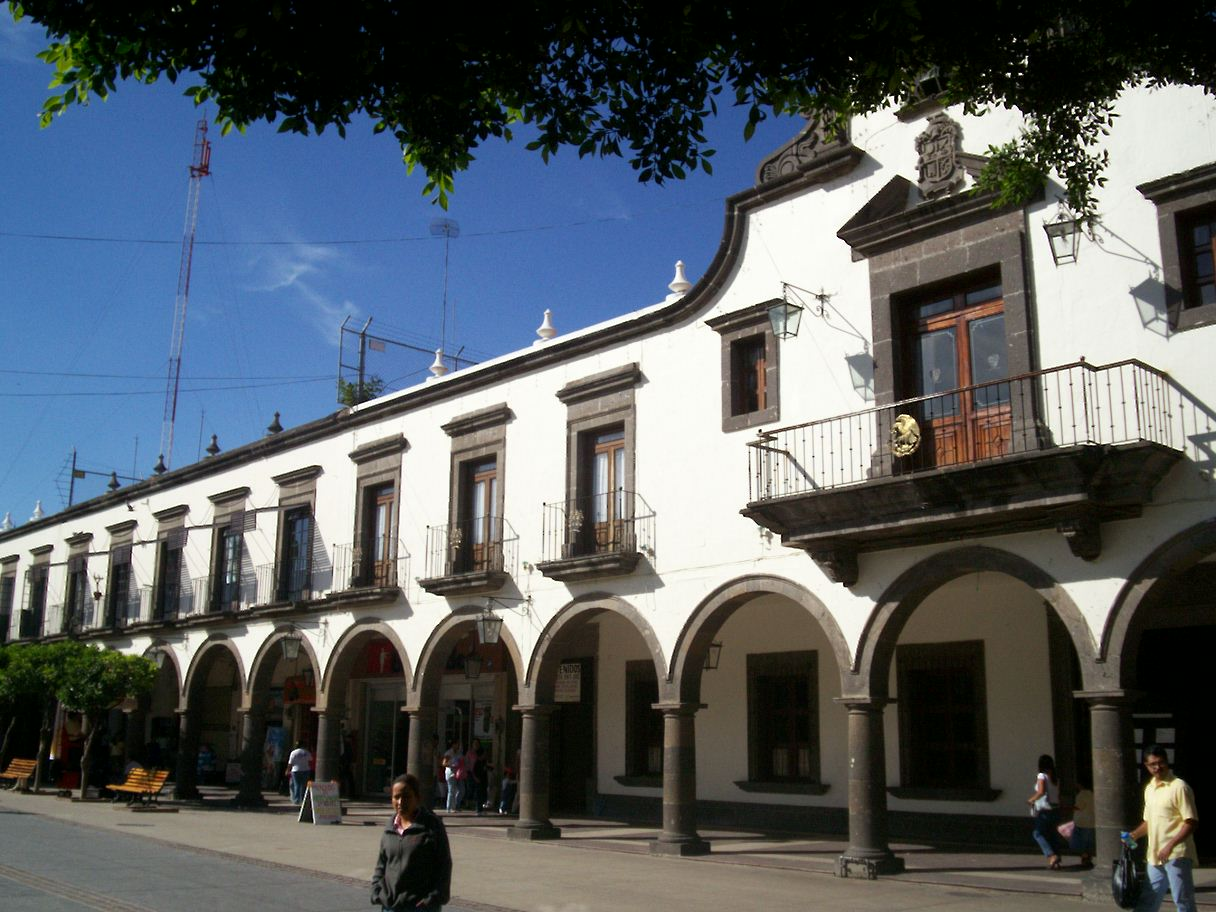
L'hôtel de ville de Tlaquepaque.

Tlaquepaque, de son nom complet San Pedro Tlaquepaque, est une municipalité (municipio) de l'État de Jalisco au Mexique.
Elle est desservie par le métro de Guadalajara.

## Histoire
Avant l'arrivée des  Espagnols sur ces terres, les villes Toluquilla, Zalatitán, Coyula, Tateposco, Tlaquepaque, Tapechi ( Tepetitlán), et Tequepexpan, formé avec  Tonalá un royaume, dirigé par une femme appelée Cihualpilli Tzapotzinco. Il était habité par les indigènes Tonaltecas et plus tard par les Tecos qui étaient sur place lorsque les Espagnols sont arrivés. C'était une ville préhispanique installée sur une colline où ils ont construit des maisons en herbe, atteignant 500 habitants.
En mars de 1530 Nuño de Guzmán et son peuple sont arrivés sur ces terres, en entrant par San Martín de las Flores, anciennement appelé Tlaxicoltzingo. Lorsque les indigènes apprirent l'approche des Espagnols, ils se divisèrent en deux camps, car tandis que la reine Cihualpilli et quelques gentilshommes croyaient leur faire un accueil paisible étant donné leur puissance invincible, d'autres voulaient qu'ils leur résistent. Les partisans de la paix envoyèrent une délégation composée de nobles et de souverains des différents peuples du royaume à la rencontre des Espagnols.
De la ville de Tlaquepaque sont venus Coyotl, Chitacotl et Tonatl, Xonatic, Cuauhuntin et Oceotl, de la ville de Tetlán, Coyopitzantli de Tzalatitán, Timoac et Oxatl, d'Atemaxac, Ipac, d'Ichcatlán, et Tzacamitán, ceux-ci de poulet Xocot, des œufs, du miel, des ahuacates, des oignons et quelques fruits pour leur dire qu'ils avaient déjà des nouvelles de leur venue et qu'ils les attendaient amicalement. Guzmán a été bien reçu par la reine de Tonalá, qui a été baptisée du nom de Juana Bautista Danza. Ce nom a été le gagnant d'un tirage au sort composé de noms tels que Petra, Micaela et Juana. La danse a été choisie parce qu'elle a organisé une danse en l'honneur des Espagnols.
Avant d'entrer dans la ville, il envoya plusieurs de ses hommes faire appel aux rebelles, qui reçurent en réponse un grand cri et une pluie de flèches. Ceux qui s'y sont opposés ont affronté l'armée de Guzmán ; le résultat de la réunion fut défavorable aux indigènes du pays. Tous les rebelles étaient dirigés par le seigneur de Tetlán, Tlaquitehuitli, ainsi que par les nobles indiens Cuautipizahuac et Catipamatac. Le 25 mars 1530, Nuño de Guzmán prend possession du royaume de Tonalá et des peuples soumis, dont Tlaquepaque.
En 1600, San Pedro comptait moins d'habitants que Toluquilla, qui appartient aujourd'hui à Tlaquepaque. Alonso de la Mota et Escobar a déclaré :
Vers 1621, San Pedro était la doctrine des religieux franciscains du couvent de Guadalajara. Le matin du 26 novembre 1810,  Hidalgo fit son entrée à San Pedro où on lui offrit un festin, et dans l'après-midi il entra dans la capitale en triomphe.
Le prêtre Don Miguel Hidalgo y Costilla arrive à San Pedro Tlaquepaque le dimanche 25 novembre depuis Atequiza Jal. On s'arrangea pour qu'il prenne pour son meilleur confort, la maison la plus confortable, un banquet grandiose lui est servi l'après midi, et le soir un rafraîchissement avec tous les visiteurs, de l'église et du gouvernement. Se préparant à quitter San Pedro Tlaquepaque pour la capitale aujourd'hui Guadalajara avec environ 7 000 hommes. Arrivée vers midi aux portes de la cathédrale.
En 1821, San Pedro Tlaquepaque fut le berceau de la proclamation de la Indépendance de Jalisco par le brigadier Pedro Celestino Negrete, puisque le document fut signé dans la ville le 13 juin de la même année. . Selon le décret du 27 mars 1824, San Pedro est devenu une partie du département de Guadalajara. En 1825, San Pedro apparaît enregistré comme une ville avec un conseil municipal, qui comprenait les villes de San Andrés, Santa María et San Sebastián, relevant du département et du premier canton de Guadalajara à partir de cette date.
Manuel López Cotilla a fondé les premières écoles officielles pour les deux sexes à San Pedro Tlaquepaque en 1835. En 1843, San Pedro avait déjà la catégorie de Villa et comprenait trois ranchs. Par décret numéro 366 du 27 septembre 1873, une direction politique a été érigée dans la ville de San Pedro, comprenant les villes de San Andrés, Tetlán, Tateposco, Santa Ana Tepetitlán, San Martín, Toluquilla, San Sebastianito et Santa María.
Le 14 février 1858, Benito Juárez arriva à San Pedro Tlaquepaque, reçu par les commissaires des trois puissances. Le 22 mars de la même année, des accords ont été signés à San Pedro Tlaquepaque selon lesquels les forces victorieuses ne persécuteraient pas ceux qui, ayant contribué au maintien de la légalité, sont restés à Guadalajara. Les militaires seraient maintenus dans leurs emplois et les forces qui occupaient Guadalajara étaient sous les ordres de l'armée restauratrice. Ces propositions signées par les commissaires de part et d'autre sont entrées dans l'histoire sous le nom de Traités de Tlaquepaque.
En 1548, la ville reçut le nom de San Pedro, à la suggestion de Fray Antonio de Segovia, et pendant la période coloniale et tout au long du XIXe siècle, elle n'était connue que sous ce nom. À partir de la seconde moitié du XVIe siècle, il acquit le caractère d'un quartier soumis à la juridiction de la ville de  Guadalajara. Les Espagnols s'installèrent à Guadalajara, ils commencèrent à exercer un contrôle politique et religieux sur les villes environnantes, et les autorités de la naissante Perla Tapatia ordonnèrent à San Pedro de rendre un tribut en fonction du nombre d'habitants et conformément à leurs occupations. De cette façon, en 1551, ils sont venus et ont clairement ordonné à l'encomendero que cet hommage soit accompli. San Pedro, selon le même recensement qui a été effectué pour la transaction de l'impôt, comptait 1416 habitants vivant dans 177 huttes. Le tribut qu'ils imposaient était de quatre charges de yerba par jour, dix poules de Castille, dix charges de bois de chauffage et cinq indiens de service par semaine, trente couvertures, quarante de Guadalajara, vingt paires de cotaras, six pains de sel et deux cruches de miel, tous les deux mois, et quatre cents hanegas de maïs et vingt hanegas de piment chaque année.

## Jumelages
| Ville | Ville            | Pays | Pays       | Période     |
| ----- | ---------------- | ---- | ---------- | ----------- |
|       | Cancún           |      | Mexique    | depuis 2001 |
|       | Comonfort (en)   |      | Mexique    |             |
|       | Glendale         |      | États-Unis |             |
|       | Metepec (en)     |      | Mexique    |             |
|       | Oaxaca de Juárez |      | Mexique    |             |
|       | Oleiros          |      | Espagne    |             |

## Étymologie
Le nom autochtone a son étymologie dans le même pays. Le mot Tlaquepaque signifie Endroit sur les collines des terres du quartier, bien qu'il existe d'autres versions qui penchent vers hommes qui font de la poterie d'argile (Tlacapan). Pour d'autres, le mot "Tlaquepaque" vient du mot "Tlalipac", "sur des collines de boue". Aussi une autre étymologie dit que cela signifie lieu de la boue.
Le nom autochtone Tlaquepaque a son étymologie dans la même terre, les différentes versions concluent en "Place d'argile".

### Récupération du nom d'origine
Comme établi dans l'initiative envoyée par le président municipal au Congrès de l'État, en 1843, San Pedro Tlaquepaque a reçu la catégorie de Villa, un nom qu'il a conservé jusqu'en 1917, lorsque par décret du gouverneur de l'époque Manuel Aguirre Berlanga, à Jalisco, il interdisait l'utilisation du nom de saints dans les rues, les places, les parcs, ainsi que "des personnes vivantes, des animaux ou d'autres désignations frivoles". L'interdiction n'incluait pas les municipalités, mais San Pedro Tlaquepaque a perdu la première partie de son nom d'origine.
Actuellement, la municipalité de Tlaquepaque a récupéré son nom complet San Pedro Tlaquepaque, une initiative menée par le président municipal, Miguel Castro Reynoso.
Avant de rechercher sa récupération, le conseil municipal de Tlaquepaque a procédé à une consultation auprès des habitants de la commune, tant du chef que des autres délégations. Les urnes ont été mises à la disposition des citoyens du 20 septembre au 8 octobre 2010 et 13 043 personnes y ont participé. Le résultat a été que 62,4 pour cent des personnes consultées sont favorables à ce que la municipalité s'appelle à nouveau San Pedro Tlaquepaque ; 37,2% car il reste tel quel et 0,4% n'a pas répondu.
Les résultats de la consultation ont servi de base à l'accord que la séance plénière du conseil municipal de Tlaquepaque a pris le 11 novembre 2010, par lequel le président municipal a été autorisé à présenter au Congrès de l'État une initiative pour demander un changement de nom, ainsi que comme la modification de l'article 4 de la loi sur le gouvernement municipal et l'administration publique, qui établit la liste des municipalités qui composent Jalisco.
Le 21 juin 2011, la Commission des points constitutionnels du Congrès d'État a approuvé l'avis autorisant le changement de nom, de sorte que le 27 septembre 2011, le Congrès d'État a approuvé que la municipalité de Tlaquepaque reprenne son nom d'origine, c'est-à-dire San Pedro Tlaquepaque.